# Wereldkampioenschap schaken 2014

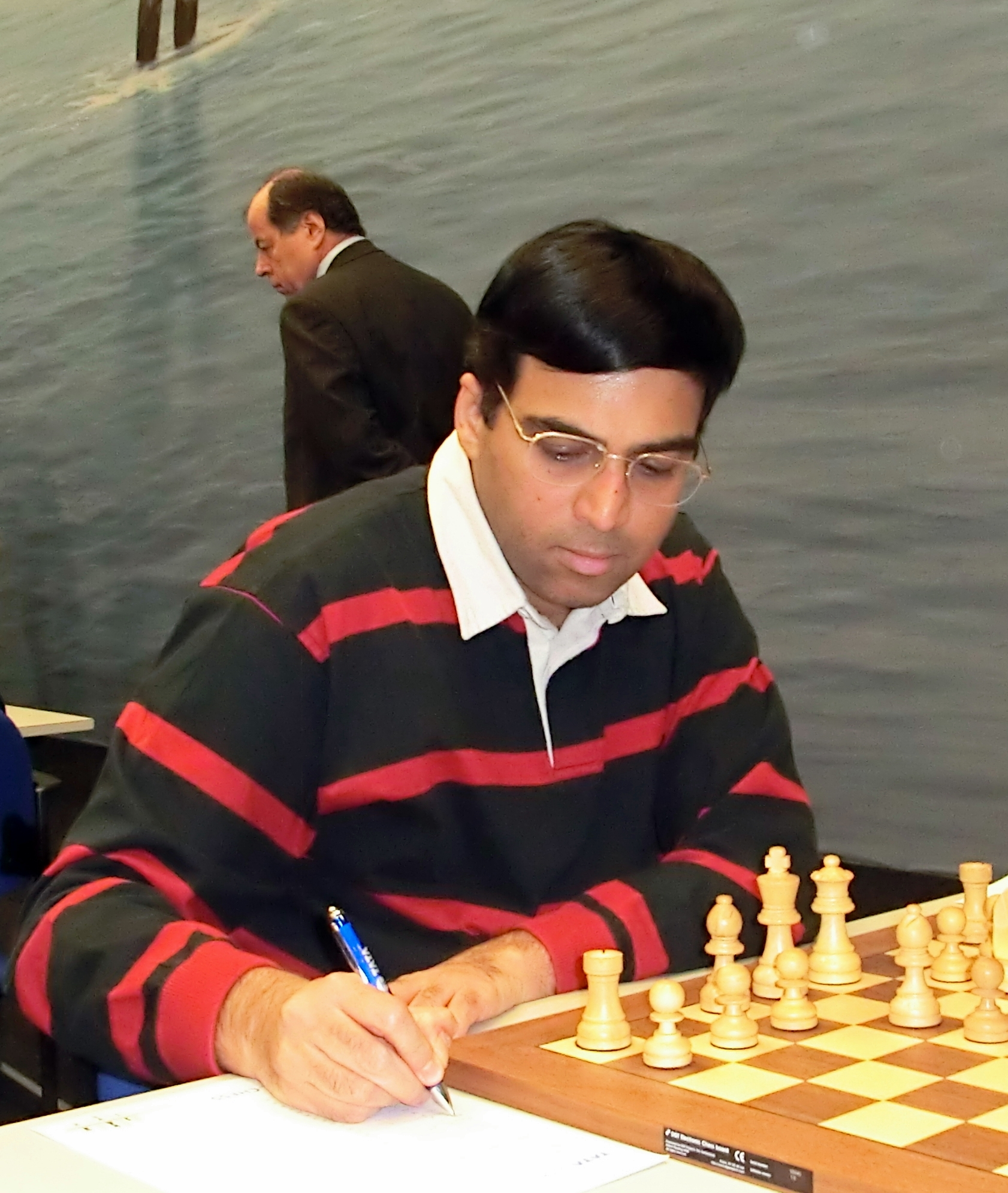
Uitdager Viswanathan Anand

Het wereldkampioenschap schaken 2014 bestond uit een match tussen regerend wereldkampioen Magnus Carlsen (1990) en uitdager Viswanathan Anand (1969). De match werd gespeeld tussen 7 en 23 november 2014 en eindigde in een zege voor Carlsen en het behoud van de titel door de Noor.
Carlsen werd wereldkampioen in november 2013 door de toenmalige kampioen Anand in een match te verslaan. Anand werd uitdager door het kandidatentoernooi van 2013 te winnen.

## Kandidatentoernooi
Het kandidatentoernooi om de uitdager te bepalen vond plaats in Chanty-Mansiejsk van 13 tot en met 30 maart 2014. De deelnemers waren:
- Viswanathan Anand, verliezer van de match om het wereldkampioenschap in 2013.
- Vladimir Kramnik en Dmitry Andreikin, winnaar en finalist van de FIDE Wereldbeker 2013.
- Veselin Topalov en  Shakhriyar Mamedyarov, winnaar en tweede van de FIDE Grand Prix 2012-2013.
- Levon Aronian en Sergej Karjakin, de spelers met de hoogste gemiddelde rating in 2012 en 2013.
- Pjotr Svidler, uitgekozen door de organisatie.

De gedetailleerde uitslagen waren:
|   |            | 1   | 2   | 3   | 4   | 5   | 6   | 7   | 8   |    |
| 1 | Anand      | * * | ½ ½ | ½ ½ | 1 ½ | ½ ½ | 1 ½ | ½ ½ | ½ 1 | 8½ |
| 2 | Karjakin   | ½ ½ | * * | 0 1 | ½ ½ | ½ ½ | 0 1 | ½ 1 | ½ ½ | 7½ |
| 3 | Kramnik    | ½ ½ | 1 0 | * * | 1 ½ | ½ ½ | ½ ½ | ½ 0 | 0 1 | 7  |
| 4 | Mamedyarov | 0 ½ | ½ ½ | 0 ½ | * * | 1 ½ | 0 1 | 1 ½ | ½ ½ | 7  |
| 5 | Andreikin  | ½ ½ | ½ ½ | ½ ½ | 0 ½ | * * | ½ 1 | 0 ½ | 1 ½ | 7  |
| 6 | Aronian    | 0 ½ | 1 0 | ½ ½ | 1 0 | ½ 0 | * * | 1 ½ | ½ ½ | 6½ |
| 7 | Svidler    | ½ ½ | ½ 0 | ½ 1 | 0 ½ | 1 ½ | 0 ½ | * * | 1 0 | 6½ |
| 8 | Topalov    | ½ 0 | ½ ½ | 1 0 | ½ ½ | 0 ½ | ½ ½ | 0 1 | * * | 6  |

## Match
De match tussen Anand en Carlsen stond gepland van 7 tot en met 28 november 2014 in Sotsji, Rusland. Twaalf partijen zouden gespeeld met rustdagen na wedstrijd 2, 4, 6, 8, 10 en 11. De twaalfde partij en de eventuele barrage waren niet meer nodig nadat Carlsen partij elf gewonnen had.
| Speler            | Rating | 1 8/11 | 2 9/11 | 3 11/11 | 4 12/11 | 5 14/11 | 6 15/11 | 7 17/11 | 8 18/11 | 9 20/11 | 10 21/11 | 11 23/11 | 12 25/11 | Totaal |
| ----------------- | ------ | ------ | ------ | ------- | ------- | ------- | ------- | ------- | ------- | ------- | -------- | -------- | -------- | ------ |
| Magnus Carlsen    | 2863   | ½      | 1      | 0       | ½       | ½       | 1       | ½       | ½       | ½       | ½        | 1        | -        | 6½     |
| Viswanathan Anand | 2792   | ½      | 0      | 1       | ½       | ½       | 0       | ½       | ½       | ½       | ½        | 0        | -        | 4½     |

### De match per partij
1. Anand begon de match met 1. d4 en Carlsen antwoordde met het Grünfeld-Indisch. Anand kwam in tijdnood maar Carlsen wist er geen blijvend voordeel uit te slepen en remise werd overeengekomen: ½–½.
2. In de tweede partij speelde Anand Spaans en Carlsen speelde de Berlijnse verdediging. Anand deed enkele minder sterke zetten en nadat hij ook nog een blunder maakte richting het eindspel gaf hij op, wit wint: 1½–½ voor Carlsen.
3. Anand speelde een zeer scherpe variant op het geweigerd damegambiet waarna Carlsen in tijdnood in moeilijkheden kwam. Wit wint: 1½–1½.
4. In de vierde partij speelde Anand het Siciliaans waarna Carlsen een klein voordeeltje opbouwde maar een pittig eindspel leidde tot remise: 2–2.
5. Carlsen speelde met zwart een variant van het Dame-Indisch, maar Anand bleek hierop voorbereid en kreeg een klein voordeel. Carlsen nam risico's en slaagde deels in zijn opzet wat tot remise leidde: 2½–2½.
6. De zesde partij begon met Carlsen die na een variant op het Siciliaans met wit een overwicht verkreeg en kansen op een overwinning leek te hebben. Toen hij 26. Kd2?? speelde antwoordde Anand vrijwel direct met 26... a4?? Experts stonden perplex van deze dubbele blunder want als Anand 26... Pxe5! had geantwoord had hij voorgestaan, mogelijk zelfs in winnende positie. Carlsen leek het best hersteld van deze veelbesproken zettenreeks want hij maakte verder geen fouten en buitte zijn lichte voordeel om in winst: 3½–2½ voor Carlsen.
7. Carlsen mocht opnieuw met wit spelen en in de Berlijnse verdediging kwam hij laat in het middenspel een paard voor tegen twee zwarte pionnen. Carlsen probeerde het voordeel van een stuk uit te buiten maar brak niet door de verdediging van Anand. Pas op zet 122, een uitzonderlijke lange partij en de op-een-na-langste ooit in een wereldkampioenschapsduel, werden torens geruild en moest Carlsen zijn pogingen om te winnen opgeven: 4–3 voor Carlsen.
8. Anand probeerde het geweigerd damegambiet te herhalen waarmee hij de derde partij had gewonnen. Carlsen ging voor een ouderwetse variant, ruilde enkele stukken en bleef redelijk eenvoudig overeind: 4½–3½ voor Carlsen.
9. In de negende partij kwam er weer de Berlijnse verdediging op het bord. Carlsen besefte dat hij voor stond in de match en met alleen remises zijn titel zou houden terwijl Anand zich leek te concentreren op de resterende twee partijen met wit. Al na twintig zetten werd een remise overeengekomen door herhaling van zetten: 5–4 voor Carlsen.
10. Vrijdag 21 november 2014: Carlsen speelde met zwart het Grünfeld-Indisch maar Anand zette druk op zijn tegenstander. Anand offerde zijn loper zodat hij een pion kon promoveren waarmee hij een stuk terugwon. In het eindspel leek het bord gelijk te staan en de spelers kwamen een remise overeen: 5½–4½ voor Carlsen.
11. Zondag 23 november 2014: Carlsen speelt wit en voor de derde keer op rij antwoordt Anand met de Berlijnse verdediging. Anand probeert de druk op te voeren maar na 27... Tb4? kwam hij een kwaliteit achter te staan zonder dat er genoeg tegenover stond. Anand probeerde het nog te herstellen, maar Carlsen speelde secuur en na 45. Kc3 gaf de Indiër het op. Carlsen won, kwam met 6½–4½ voor en bleef wereldkampioen.